# July Jung
Pour les articles homonymes, voir Jung.
Jeong Joo-ri (en coréen : 정주리), connue sous le pseudonyme de July Jung, est une réalisatrice, scénariste et monteuse sud-coréenne, née en 1980.
Son premier long-métrage, A Girl at My Door, est remarqué lors de plusieurs festivals, notamment à Cannes.

## Biographie
July Jung suit les cours dans la section film, télévision et multimédia de l'université Sungkyunkwan, puis poursuit ses études à la K'Arts (Université nationale des arts de Corée) avant d'être parrainée par Lee Chang-dong.
En 2007, elle réalise le court-métrage A Man under the Influenza qui remporte le Prix du meilleur court-métrage coréen (Sonje Award) au Festival international du film de Busan[réf. souhaitée]. Son premier long-métrage A Girl at My Door sort en 2014.

## Filmographie

### Films
- 2014 : A Girl at My Door (도희야)
- 2022 : About Kim Sohee (다음 소희)

### Courts-métrages
- 2007 : A Man under the Influenza
- 2010 : A Dog Came into My Flash

## Distinctions

### Récompenses
- Festival international du film de Busan 2007 : Prix pour le meilleur court-métrage coréen pour A Man under the Influenza (Sonje Award)
- Buil Film Awards 2014 : Meilleure réalisatrice débutante pour A Girl at My Door

### Nominations et sélections
- Festival de Cannes 2014 : sélection « Un certain regard » pour A Girl at My Door, en compétition pour le Prix Un certain regard, la Queer Palm et la Caméra d'or